# أن جاي-هون
أن جاي-هون (1 فبراير 1988 بكوريا الجنوبية - ) هو لاعب كرة قدم كوري جنوبي في مركز الدفاع. لعب مع Jumpasri United F.C. ‏ ونادي سوون ونادي دايجو ونادي سانغجو ‏.

## وصلات خارجية
- أن جاي-هون على موقع دوري كوريا الجنوبية (الإنجليزية)
- أن جاي-هون على موقع قاعدة بيانات كرة القدم.إي يو (الإنجليزية)
- أن جاي-هون على موقع Soccerway.com (الإنجليزية)